# Serendiep (schip, 1959)
De Serendiep is een Nederlands binnenvaartschip, dat  in 1959 op de scheepswerf van De Jong & Smit in IJsselmonde van de helling liep.  Het schip heeft bijna zestig jaar op voornamelijk Nederlandse, Belgische en Duitse binnenwateren als vrachtschip gevaren. Aanvankelijk onder de naam 'Fe', vanaf 1971 onder de naam 'Anje'.
Harmen Zijp, van het kunstenaarscollectief 'De Spullenmannen' kocht het schip in 2018,  noemde het 'Serendiep' en bouwde in het schip een theater met ongeveer vijftig zitplaatsen en (de tweede versie van) het 'Knopjesmuseum'. In het ruim van het schip gaat het vanaf dat moment "om ongerijmdheid en brute kennis".

## Het schip
Het schip, een Kempenaar van 42 meter lang, werd in 1959 gebouwd op de werf van De Jong en Smit in IJsselmonde. Het was een van de laatste geklonken schepen. Het schip dat aanvankelijk eigendom was van J. Luckassen uit Rotterdam, voer tot 1971 onder de naam 'Fe'. In 1971 werd A. Sijbrands de nieuwe eigenaar. Hij gaf het schip de naam 'Anje'. Vanaf 1980 voer het als vrachtschip over de Europese binnenwateren onder schipper Piet Sijbrands (Rotterdam).
In 2018 werd het schip gekocht door Harmen Zijp, lid van het kunstenaarscollectief 'De Spullenmannen'. De Spullenmannen noemden het schip 'Serendiep' (van serendipiteit) en bouwden in het schip een theater met vijftig zitplaatsen en de tweede versie van het 'Knopjesmuseum', nadat de eerste versie, die was gehuisvest in een loods op het terrein van de voormalige kleurstoffenfabriek Warner-Jenkinson in Amersfoort, in vlammen was opgegaan.
Midden op de luikenkap bevindt zich de foyer. Die kan pneumatisch omlaag als er gevaren wordt. Als de kap gesloten is, ziet het schip eruit als een "volledig authentiek geklonken vrachtschip".

## Knopjesmuseum
Het Knopjesmuseum wordt wel aangeduid als een hybride tussen een wetenschapsmuseum en een escaperoom. Hoewel de naam het niet doet vermoeden, is het Knopjesmuseum er "voor alle nieuwsgierige volwassenen"; kinderen jonger dan tien jaar worden verzocht een volwassene mee te nemen.
In de loop der jaren hebben De Spullenmannen een groot aantal interactieve installaties gemaakt.
Die werden op verschillende plekken tentoongesteld. Op een bepaald moment kwam het idee op om deze installaties op één plek samen te brengen. Het Knopjesmuseum was geboren. De installaties, die prikkelen tot nadenken over wetenschap en die onder andere te maken hebben met (de opwarming van) de aarde, evolutie en geluid, zouden daarin worden geplaatst in een labyrint.

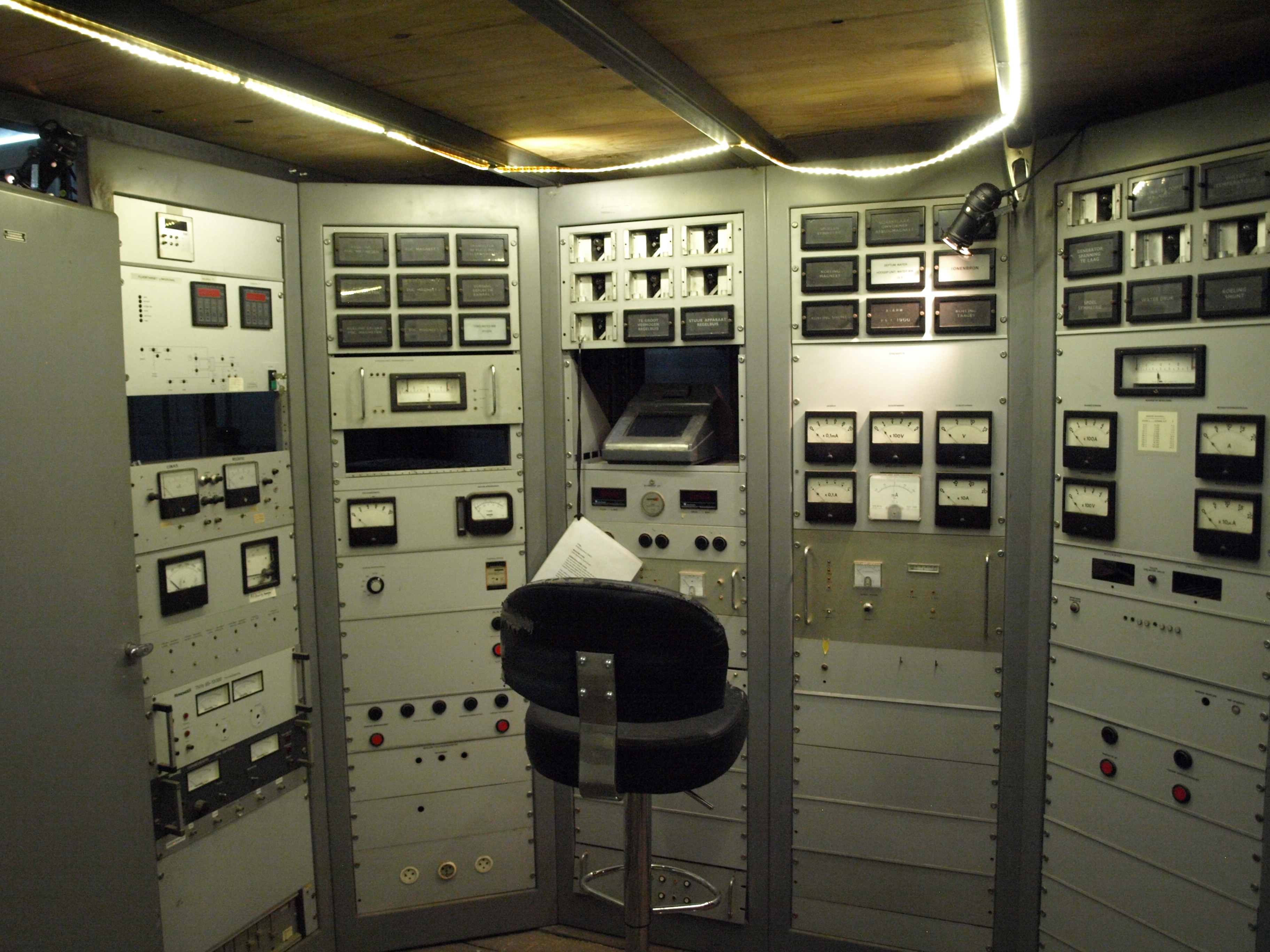
Knopjesmuseum: controlepanelen van voormalig cyclotron

De bouw van het Knopjesmuseum ging niet van een leien dakje. Aanvankelijk was het gehuisvest op het terrein van de WAR,  een "plek voor pioniers" op het terrein van de voormalige kleurstoffenfabriek Warner-Jenkinson in Amersfoort. Enkele dagen voor de officiële opening in februari 2016 brak er brand uit in de loods, waarin het Knopjesmuseum was gehuisvest. De loods kon niet meer worden gebruikt. Een groot gedeelte van de inventaris kon wel worden gered. Tijdens benefiet-activiteiten werd veel geld opgehaald voor de herbouw van het knopjesmuseum, maar er moest nog wel een nieuw onderkomen worden gezocht. Dat werd het binnenvaartschip 'Anje' van schipper Sijbrands.
Een volgende tegenslag was dat de gemeente Amersfoort niet bereid was het schip tijdelijk een ligplaats te geven. Daarom moest worden uitgeweken naar Spakenburg, waar in de periode van oktober 2018 tot april 2019 de verbouw van het schip grotendeels plaatsvond.

## Verbouwing Serendiep
In het oorspronkelijke ruim van het schip zijn vier ruimten gemaakt: een theater voor vijftig personen, een verhoogde entree door de den met kleine bar, een kennis- en kunst-labyrint (het "Knopjesmuseum") en een modern atelier, annex Fab-Lab. In de voormalige roef bevinden zich de kleedruimtes voor de theaterspelers.

## Serendiep op tournee
Omdat Wildschut en Zijp aanvankelijk nog niet over een (groot) vaarbewijs beschikten, hebben ze de eerste jaren veel hulp gekregen van Piet Sijbrands en zijn vrouw Elly. Daardoor kon de Serendiep al in 2019 op tournee.
Op 23 maart 2019 werd in Spakenburg het theater op de Serendiep geopend met een optreden van 'De Komijnen'.
Eind mei/begin juni 2019 was het Knopjesmuseum voor het eerst geopend, toen de Serendiep in het Havenmuseum in Rotterdam lag, bij het Maritiem Museum.
Van 7 tot 23 juni 2019 lag de Serendiep in Groningen, aan de Hoge der A. Daar werd (onder andere) meegedaan aan de Nacht van Kunst & Wetenschap.
Op het schip zijn ook al voorstellingen gegeven in onder andere IJmuiden en op de Wadden.